# Catedrala arhiepiscopală din Târgoviște
Catedrala arhiepiscopală din Târgoviște, cu hramul Înălțarea Domnului, ridicată între anii 1892-1895 pe locul vechiului sediu al Mitropoliei Țării Românești, este cel mai mare lăcaș de cult din Târgoviște, servind drept catedrală a Arhiepiscopiei Târgoviștei. Este situată în centrul orașului, în Piața Mihai Viteazul, nr. 2 și este încadrată în Lista monumentelor istorice din județul Dâmbovița, având numărul de cod LMI DB-II-m-A-17283.01.

## Istoric
Primul mitropolit al Ungro-Vlahiei (Țara Românească), Iachint de Vicina, a stabilit scaunul mitropolitan, în 1359, la Curtea de Argeș, unde se afla și capitala de atunci a țării. Deși Mircea cel Bătrân a mutat în jurul anului 1400 capitala la Târgoviște, mitropolia a rămas în Curtea de Argeș.
Radu cel Mare (1495-1508), căruia mitropolitul Nifon îi solicitase mutarea sediului Mitropoliei Ungro-Vlahiei de la Curtea de Argeș la Târgoviște, a început construirea unei biserici monumentale la Târgoviște, care să fie noul sediu al Mitropoliei, dar nu a mai avut timp să termine această ctitorie. Abia în 1517, când Neagoe Basarab a mutat sediul Mitropoliei Ungro-Vlahiei la Târgoviște, au reînceput lucrările de construire a bisericii mitropolitane, față de planurile inițiale adăugându-se un pridvor deschis pe trei laturi și susținut de 12 coloane. Noul edificiu a fost târnosit la 15 august 1517, prilejuind numeroase festivități, printre care și canonizarea Sf. Nifon (la 17 august 1517). Finisarea construcției s-a realizat însă mai târziu, în 1537, în timpul domniei lui Radu Paisie (1535-1545), când biserica a fost acoperită cu tablă de plumb și zugrăvită.
Matei Basarab a înființat aici o tipografie pentru cărți liturgice în limba română. În jurnalul său de călătorie (1657), Paul de Alep, secretarul particular al patriarhului Macarie al III-lea al Antiohiei⁠(d), scria despre această biserică că era „cea mai mare biserică ce se construise până atunci în Țara Românească”.
Această biserică a rămas scaun al mitropoliei țării până în 1668, când sediul mitropoliei a fost mutat la București, sub domnia lui Radu Leon (1664-1669), în Biserica „Sfinții Împărați Constantin și Elena” (actuala catedrală patriarhală).
În timpul domniei lui Constantin Brâncoveanu, mitropolitul Teodosie a restaurat întreaga biserică, iar mitropolitul Antim Ivireanul a reînființat în anexele ei vechea tipografie în care s-au tipărit cărți liturgice și de învățătură ortodoxă.
După mai mai mult de un secol, în 1821, eteriștii lui Alexandru Ipsilanti au distrus acoperișul bisericii, topind plumbul pentru a turna gloanțe, biserica deteriorându-se considerabil în perioada următoare. În 1842 au fost dărâmate toate clădirile care formaseră odată Mitropolia Târgoviștei, rămânând doar biserica și clopotnița de la intrare cu cele patru clopote. În 1889 s-a hotărât dărâmarea bisericii, prea grav deteriorată pentru a mai putea fi reparată, și reconstruirea ei de la temelie, lucrările începând în 1892, conform planurilor arhitectului francez André Lecomte du Noüy.

## Arhitectură

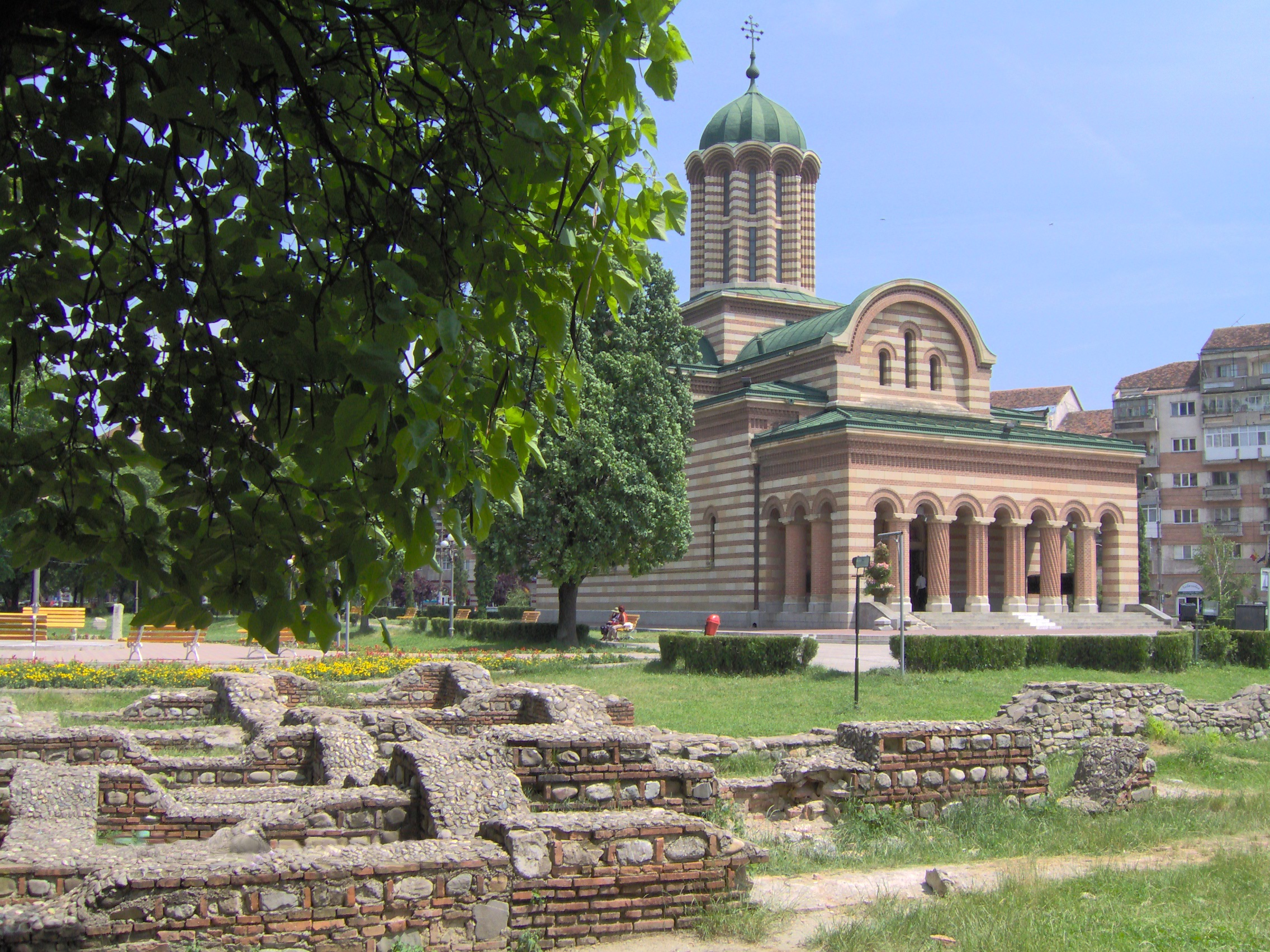
Catedrala actuală. În prim-plan, ruinele vechii biserici mitropolitane (sit arheologic)

Biserica actuală, construită după planurile arhitectului francez André Lecomte du Noüy, chemat în România de regele Carol I pentru restaurarea mai multor lăcașuri de cult (printre care Mănăstirea Curtea de Argeș și Mănăstirea Sfinții Trei Ierarhi din Iași), este în stil neo-bizantin, cu un pridvor deschis, susținut de 12 coloane. În plan, are forma de cruce greacă înscrisă. La întretăierea celor două brațe ale acestei cruci se înalță turla naosului cu 12 laturi și 12 ferestre. Altarul are o formă caracteristică, cu o absidă mare în axul longitudinal și două abside alăturate servind ca proscomidiar și diaconicon.
Materialul principal de construcție este cărămida, iar acoperișul este învelit cu tablă.
Pictura interioară a bisericii a fost realizată în 1927 de Dimitrie Belizarie, în stil bizantin pe fond aurit. Sculptura în lemn a catapetesmei este bogată și aurită. După desăvârșirea lucrărilor de pictură interioară, acest lăcaș de cult a fost sfințit la 12 noiembrie 1933, de către patriarhul de atunci al Bisericii Ortodoxe Române, Miron Cristea.

## Catedrala arhiepiscopală din Târgoviște în prezent

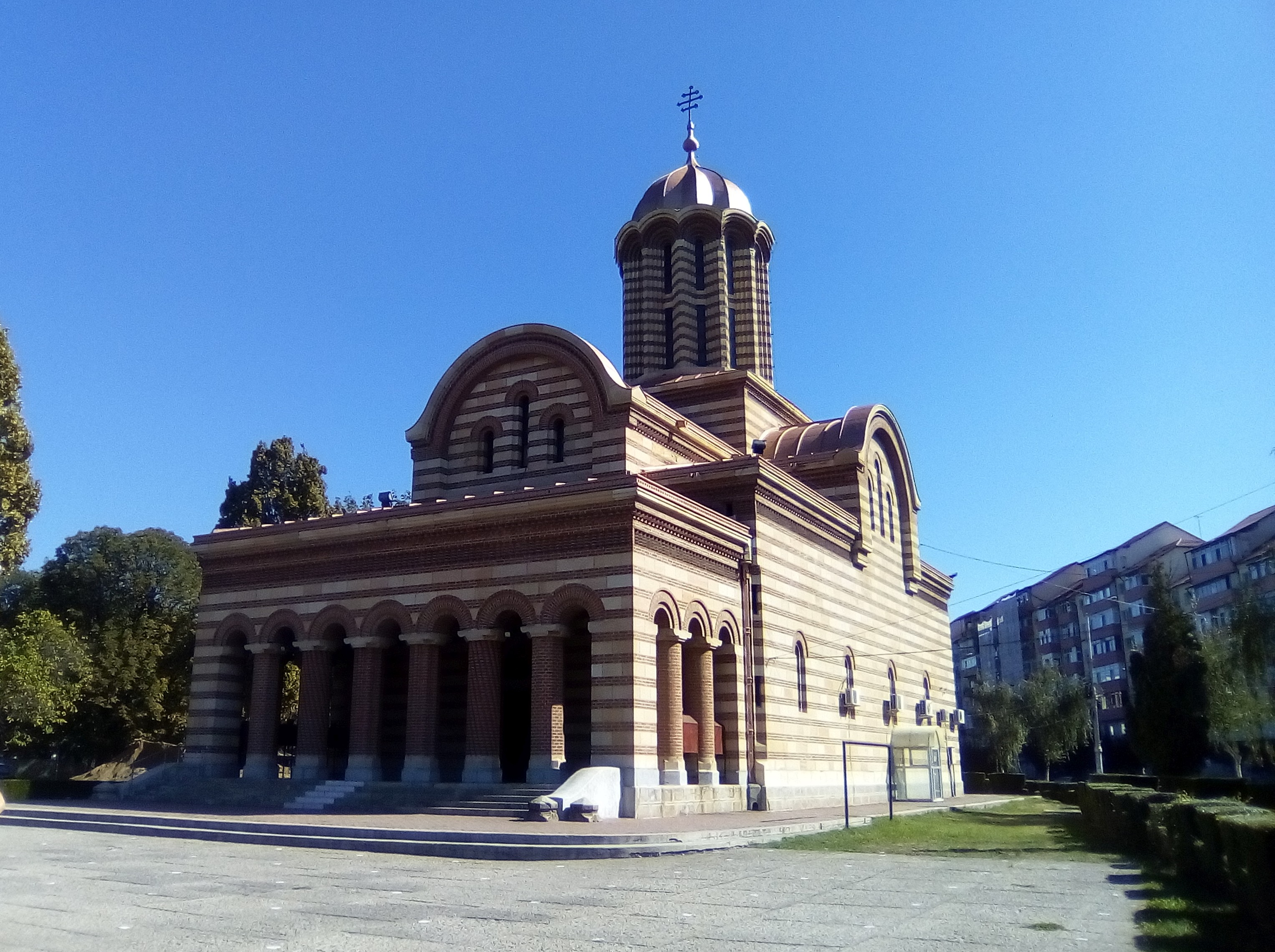
Catedrala din Târgoviște, în 2020

După înființarea Arhiepiscopiei Târgoviștei, în anul 1991, Biserica Înălțarea Domnului a redevenit catedrală arhiepiscopală. În urma unor ample lucrări de restaurare a fost resfințită la 4 noiembrie 2001.
Catedrala adăpostește, din 26 septembrie 2009, moaștele Sf. Ierarh Nifon, patriarhul Constantinopolului între anii 1486-1488 și 1497-1498 și mitropolit al Țării Românești între anii 1502-1505. Prăznuirea lui, la 11 august, este prilej de mare pelerinaj în fiecare an.